# We Sold Our Soul For Rock ’n’ Roll
We Sold Our Soul for Rock ’n’ Roll – album zespołu Black Sabbath. Został on wydany 1 grudnia 1975 roku nakładem wytwórni Warner Bros. Album ten jest kompilacją największych hitów z poprzednich sześciu albumów.

## Lista utworów
Strona A
1. „Black Sabbath”
2. „The Wizard”
3. „Warning”
4. „Paranoid”
5. „War Pigs”
6. „Iron Man”

Strona B
1. „Tomorrow’s Dream”
2. „Fairies Wear Boots”
3. „Changes”
4. „Sweet Leaf”
5. „Children of the Grave”
6. „Sabbath Bloody Sabbath”
7. „Am I Going Insane (Radio)”
8. „Laguna Sunrise”
9. „Snowblind”
10. „N.I.B.”